# Pałac Wrangla
Pałac Wranglera (szw. Wrangelska Palatset) - pałac w Sztokholmie na Riddarholmen oddany do użytku w 1670 roku.
Z umocnień, których wykonanie zlecił Gustaw I Waza ok. 1530 roku, pozostały tylko dwa fragmenty: wieża jarla Biegera i najbardziej na południe wysunięta wieża w budynku, który stała się później pałacem Wrangla. Sam pałac powstał jako rezydencja szlachcica Larsa Sparre w latach 1652-1670. Kilka dekad później poddano go gruntownej przebudowie. Był on wówczas własnością hrabiego Carla Gustafa Wrangla, który zatrudnił jako architekta Nicodemusa Tessina Starszego. W efekcie powstał największy pałac w Sztokholmie znajdujący się w rękach prywatnych.
W 1697 pałac stał się królewską rezydencją ponieważ cała rodzina królewska przeniosła się na Riddarholmen po pożarze twierdzy Tre Kronor. Pałac zyskał wtedy miano Królewskiego Domu. W 1697 zaprzysiężony w nim na króla został Karol XII. W 1746, na trzy lata przed przenosinami do nowego Pałacu Królewskiego, w pałacu urodził się Gustaw III. W podziemiach budynku zatrzymywano także podczas procesu zabójcę Gustawa III.
Budynek zajmuje obecnie Sąd Apelacyjny.